# Similicaudipteryx
Similicaudipteryx („podobný rodu Caudipteryx“) byl drobný teropodní dinosaurus, který žil v období spodní křídy (asi před 124 až 120 miliony let) na území dnešní severovýchodní Číny. Patřil k stále se rozrůstající skupině tzv. opeřeným dinosaurům, výjimečně zachovaným zkamenělinám neptačích dinosaurů s dochovaným pernatým pokryvem těla. Typový druh S. yixianensis byl popsán čínskými paleontology v roce 2008.

## Popis
Tento oviraptorosaur o velikosti husy (délka asi 1 metr, hmotnost zhruba 7 kg) je znám ze tří dochovaných jedinců, od mláďat po dospělce. Měl charakteristicky krátké čelisti (dolní je stočena směrem k zemi), relativně krátké přední končetiny a naopak velmi dlouhé nohy. Ocasní obratle srůstají v dýkovitě tvarovaný pygostyl. Zajímavý objev nedospělých jedinců z roku 2010 naznačuje, že peří u mláďat mělo jinou strukturu než u dospělých zvířat a v průběhu ontogeneze se vyvíjelo a měnilo.